# Aleks Kulew
Aleks „FutureofMe“ Kulew (bulgarisch Алекс Кулев; englische Transkription Alex Kulev; * 11. Februar 1995) ist ein professioneller bulgarischer Pokerspieler. Er gewann 2023 das Super High Roller der European Poker Tour sowie ein Bracelet der World Series of Poker und stand im selben Jahr für 3 Wochen an der Spitze der Onlinepoker-Weltrangliste.

## Persönliches
Kulew stammt aus Sofia. Er studierte Wirtschaftswissenschaften an der University of London und lebt in Dublin.

## Pokerkarriere

### Online
Kulew spielt seit März 2018 Onlinepoker. Er nutzt bei PokerStars sowie Americas Cardroom den Nickname FutureofMe und spielt bei GGPoker sowie partypoker unter seinem echten Namen. Der Bulgare hat sich mit Turnierpoker knapp 8 Millionen US-Dollar erspielt, wobei der Großteil von über 5,5 Millionen US-Dollar bei GGPoker gewonnen wurde. Dort erzielte er seit der Erstaustragung 2020 insgesamt 21 Geldplatzierungen bei der World Series of Poker Online (WSOPO). Bei der WSOPO 2022 erreichte Kulew innerhalb von drei Tagen bei der Deepstack Championship sowie beim Millionaire Maker jeweils den Finaltisch und sicherte sich Preisgelder von über 300.000 US-Dollar. Darüber hinaus gewann er bei GGPoker im August 2022 die Super Million$ mit einer Siegprämie von knapp 540.000 US-Dollar und belegte im März 2023 beim selben Turnier den mit mehr als 800.000 US-Dollar dotierten dritten Platz.
Vom 5. bis 25. April 2023 stand Kulew als erster Bulgare für 3 Wochen in Serie auf Platz eins des PokerStake-Rankings, das die erfolgreichsten Onlinepoker-Turnierspieler weltweit listet.

### Live
Seine erste Geldplatzierung bei einem Live-Pokerturnier erzielte Kulew im März 2018 in Dublin. Ende Juni 2019 war er erstmals bei der World Series of Poker (WSOP) im Rio All-Suite Hotel and Casino in Paradise am Las Vegas Strip erfolgreich und kam bei einem Turnier der Variante No Limit Hold’em in die Geldränge. Bei der WSOP 2021 kam der Bulgare fünfmal auf die bezahlten Plätze und belegte beim Abschlussevent den mit über 230.000 US-Dollar dotierten zweiten Rang. Im Jahr darauf platzierte er sich erstmals beim WSOP-Main-Event im Preisgeld. Mitte Dezember 2022 spielte Kulew bei der European Poker Tour (EPT) in Prag und wurde dreimal Zweiter, was ihm Preisgelder von knapp 300.000 Euro zusicherte. Bei der Triton Poker Series in Hội An erzielte er Anfang März 2023 zwei Geldplatzierungen und erhielt Auszahlungen von mehr als 230.000 US-Dollar. Anfang Mai 2023 gewann der Bulgare in Monte-Carlo das EPT Super High Roller und sicherte sich aufgrund eines Deals mit Mikita Badsjakouski über eine Million Euro. Bei der mittlerweile im Horseshoe Las Vegas und Paris Las Vegas ausgespielten WSOP 2023 beendete Kulew das Super High Roller als Vierter und erhielt mehr als 1,6 Millionen US-Dollar. Zum Abschluss der Turnierserie gewann er das 50.000 US-Dollar teure High Roller und wurde mit einem Bracelet sowie seinem bislang höchsten Preisgeld von mehr als 2 Millionen US-Dollar prämiert.
Insgesamt hat sich Kulew mit Poker bei Live-Turnieren mehr als 7 Millionen US-Dollar erspielt und ist damit der erfolgreichste bulgarische Pokerspieler.